# Bajonnette
Bajonnette är en kommun i departementet Gers i regionen Occitanien i sydvästra Frankrike. Kommunen ligger i kantonen Mauvezin som tillhör arrondissementet Condom. År 2022 hade Bajonnette 108 invånare.

## Befolkningsutveckling
Antalet invånare i kommunen Bajonnette
Referens:INSEE